# Callaway (Flórida)
Callaway é uma cidade localizada no estado americano da Flórida, no condado de Bay. Foi incorporada em 1963.

## Geografia
De acordo com o United States Census Bureau, a cidade tem uma área de 24,8 km², onde 23,3 km² estão cobertos por terra e 1,5 km² por água.

### Localidades na vizinhança
O diagrama seguinte representa as localidades num raio de 16 km ao redor de Callaway.

## Demografia
Segundo o censo nacional de 2010, a sua população é de 14 405 habitantes e sua densidade populacional é de 617,29 hab/km². Possui 6 590 residências, que resulta em uma densidade de 282,40 residências/km².